# Serey Die
Serey Die (Facobly, 7 de novembro de 1984), é um ex-futebolista Marfinense que atuava como volante. Fez maior parte da carreira em clubes da Suiça, como o Basel e o  Sion, tendo uma curta passagem também pela Alemanha, pelo Stuttgart. 

## Carreira
Die representou o elenco da Seleção Marfinense de Futebol no Campeonato Africano das Nações de 2015 e 2017.

## Títulos

### ES Sétif
- Liga dos Campeões Árabes: 2007–08

### FC Sion
- Copa da Suíça: 2008–09, 2010–11

### FC Basel
- Swiss Super League: 2012–13, 2013–14, 2014–15, 2016–17
- Uhrencup: 2013

### Costa do Marfim
- Campeonato Africano das Nações: 2015